# Tống hoàng hậu (Hán Linh Đế)
Hiếu Linh Tống hoàng hậu (chữ Hán: 孝靈宋皇后; ? - 178) là Hoàng hậu đầu tiên của Hán Linh Đế Lưu Hoằng - Hoàng đế nhà Đông Hán trong lịch sử Trung Quốc.
Bà là vị Hoàng hậu bạc mệnh nhất thời Đông Hán khi bị sủng phi của Linh Đế gièm pha, vu cáo, cuối cùng chết thảm trong lao ngục.

## Xuất thân
Tống hoàng hậu sinh ra trong gia tộc cao quý, nhưng không mấy quyền lực thời Đông Hán là gia tộc họ Tống ở Phù Phong, Bình Lăng (nay thuộc Hàm Dương, tỉnh Thiểm Tây). Tống gia là hậu duệ của khai quốc công thần thời Tây Hán là Quan nội hầu Tống Xương (宋昌), tằng tổ phụ Đương Dương Mục hầu Tống Dương (宋杨), tổ phụ Tống Diễn (宋衍), thời Hán An Đế là Thanh Hà Trung đại phu (清河中大夫), Hòa Hi Đặng hoàng hậu phong tước Thịnh Hương hầu (盛鄉侯), lại ban cho thực ấp 5.000 hộ.
Phụ thân của Tống hậu là Tống Phong (宋酆), cháu trai của Cung Hoài hoàng hậu Tống thị - sinh mẫu của Thanh Hà Hiếu vương, Hán Đức hoàng Lưu Khánh, cũng là tổ mẫu của Hán An Đế. Bà còn có một người cô là Tống thị, Vương phi của Bột Hải vương Lưu Khôi (劉悝), anh trai Hán Hoàn Đế.

## Nhập cung Hán
Năm Kiến Ninh thứ 3 (170), Tống thị nhập vào Dịch đình của Hán Linh Đế, phong Quý nhân. Năm sau (171), mặc dù không phải sủng phi nhưng Tống thị vẫn được lập Hoàng hậu, có lẽ vì dòng dõi quý tộc của bà. Cha bà là Tống Phong được nhậm chức Chấp kim ngô (执金吾), quản lý quân đội ở hoàng cung, tiến tước Hầu. Tống hoàng hậu không được Linh Đế sủng ái. Do đó, các phi tần khác, những người muốn thay thế địa vị của bà thường xuyên gièm pha Tống hoàng hậu.
Trung thường thị Vương Phủ (王甫), sau khi không nhận đủ tiền hối lộ từ Bột Hải vương Lưu Khôi như được hứa, Vương Phủ vu cáo Lưu Khôi tội phản quốc. Lưu Khôi đã buộc tự vẫn, toàn bộ gia đình bao gồm vợ ông, tức cô ruột của Tống hoàng hậu cũng bị xử tử. Sau đó, Vương Phủ và đồng bọn lo sợ quyền lực của Tống hoàng hậu, cho rằng Hoàng hậu sẽ trả thù cho cô ruột nên cấu kết hoạn quan và các phi tần vu cáo Tống hậu dùng tà thuật nguyền rủa Hán Linh Đế. Linh Đế nghe lời sàm tấu của Vương Phủ, năm Quang Hòa nguyên niên (178), tháng 10, Tống hậu bị phế, thu hồi tỉ thụ.
Tống hoàng hậu bị giam và tra khảo trong bạo thất, không chịu nổi cực hình nên tự sát. Cha Hoàng hậu là Tống Phong cùng các anh em của bà đều bị xử tử. Một số thái giám khác không tham gia vào âm mưu của Vương Phủ, vì thương xót Tống hoàng hậu nên an táng bà và gia tộc một cách tử tế với danh nghĩa thường dân.

## Tiên Đế minh oan
Tương truyền, sau khi Tống hậu uất ức qua đời, Hán Linh Đế mơ thấy Hán Hoàn Đế về báo mộng, trách cứ và bênh vực con dâu:
| “                                        | 帝后梦见桓帝怒曰："宋皇后有何罪过，而听用邪孽，使绝其命？勃海王悝既已自贬，又受诛毙。今宋氏及悝自诉于天，上帝震怒，罪在难救。"梦殊明察。帝既觉而恐，以事问于羽林左监许永曰："此何祥？其可攘乎？"永对曰："宋皇后亲与陛下共承宗庙，母临万国，历年已久，海内蒙化，过恶无闻。而虚听谗妒之说，以致无辜之罪，身婴极诛，祸及家族，天下臣妾，咸为怨痛。勃海王悝，桓帝母弟也。处国奉藩，未尝有过。陛下曾不证审，遂伏其辜。昔晋侯失刑，亦梦大厉被发属地。天道明察，鬼神难诬。宜并改葬，以安冤魂。反宋后之徙家，复勃海之先封，以消厥咎。"帝弗能用，寻亦崩焉。 . Sau khi Tống Hoàng hậu mất, Hán Linh Đế có một lần nằm mơ thấy Hán Hoàn Đế phẫn nộ chất vấn:"Tống hoàng hậu có tội gì, mà ngươi lại nghe tin lời bọn tà môn, để cho nàng ta chết thảm? Bột Hải vương nếu đã tự làm ra việc phản, tất chịu tru sát. Hôm nay Tống thị cùng Lưu Khôi lên trời tự khởi tố oan khuất, Thượng đế tức giận, tội của ngươi khó thoát!". Cảnh trong mơ thập phần minh bạch rõ ràng. Hán Linh Đế tỉnh lại thì thập phần sợ hãi, đem chuyện này dò hỏi Vũ Lâm Tả giám Hứa Vĩnh nói:"Mộng này giải thế nào? Có thể tiêu trừ điềm xấu không?". Hứa Vĩnh nói:"Tống hoàng hậu cùng Bệ hạ kế thừa Tông miếu, lấy uy phong mẫu nghi bao trùm thiên hạ, bao năm qua đã lâu, người trong cõi đã sớm nghe theo giáo hóa của bà, cũng chưa từng nghe nói bà có khuyết điểm hay ác danh. nay Bệ hạ lại nghe theo lời siểm nịnh, làm Hoàng hậu chết thảm, người trong thiên hạ đều vì oán giận thương tiếc. Bột Hải vương là em cùng mẹ với Hoàn Đế, xử lý ổn thỏa phong quốc, chưa từng có sai lầm, Bệ hạ không nghiêm thẩm đã đành, liền thêm tội tru sát. Khi xưa, Tấn hầu mơ thấy Đại Lệ quỷ, khóc lóc thảm thiết, là vì Tấn hầu giết tổ tiên của Lệ quỷ. Thiên địa chi gian đạo nghĩa là minh bạch rõ ràng, quỷ thần là thứ khó mà lừa gạt được. Bệ hạ nên cải táng trọng thể, oan hồn của Hoàng hậu và Bột Hải vương được đến an giấc ngàn thu, đem gia tộc Tống hoàng hậu phản hồi nguyên quán, khôi phục Bột Hải vương phong tước, để giải trừ tai họa kéo dài". Hán Linh Đế không dùng lời của Hứa Vĩnh. Không bao lâu sau thì liền băng hà. | ” |
| — Hậu Hán thư - "Linh Đế Tống hoàng hậu" | |   |